# Église Santa Caterina a Formiello
L'église Santa Caterina a Formiello est une église monumentale de Naples située piazza Enrico De Nicola, adjacente à la porta Capuana et au Castel Capuano.
Cette église d'architecture Renaissance est l'une des plus importantes de Naples d'un point de vue historique et artistique. C'est ici que reposent les restes des martyrs d'Otrante décapités par les Ottomans.

## Histoire
L'église est construite à l'emplacement d'une église plus ancienne dédiée à sainte Catherine, vierge et martyre, avec un couvent annexe de frères célestins; elle est dite a formiello (du latin ad formis, près du canal, près du conduit d'eau), car l'antique aqueduc de la Bolla se trouvait à proximité. il a été remplacé par l'aqueduc de Serino à la fin du XIXe siècle. L'église desservait la zone limitrophe de la cité, derrière la porte homonyme, et à l'intérieur de la nouvelle enceinte aragonaise qui permit l'extension de la ville.
Le roi de Naples, Frédéric d'Aragon, inaugura pour l'église une histoire nouvelle et riche; il la concéda en 1498 aux dominicains de la congrégation réformée de Lombardie qui firent entièrement reconstruire l'église. Ils demeurèrent en possession de l'église et de son couvent annexe, jusqu'en 1809, date à laquelle ils en furent chassés par le régime français de Joachim Murat.
L'église, avec d'évidentes influences toscanes, a été bâtie au début du XVIe siècle selon le projet de l'architecte Romolo Balsimelli, et a été terminée en 1593. Le portail orné de la statue de la sainte titulaire est de Francesco Antonio Picchiatti (1659).
Vers la fin du XVIIe siècle, la nef subit des restaurations de fond qui toutefois n'altèrent pas les lignes architecturales d'époque Renaissance, mais qui rajoutent un décor de goût plus moderne.
En face de l'entrée se trouve l'édicule monumental de saint Janvier, œuvre de Ferdinando Sanfelice, à l'exception du buste, sculpté par Domenico Antonio Vaccaro, et des anges du haut, œuvres du père, Lorenzo Vaccaro.

## Description

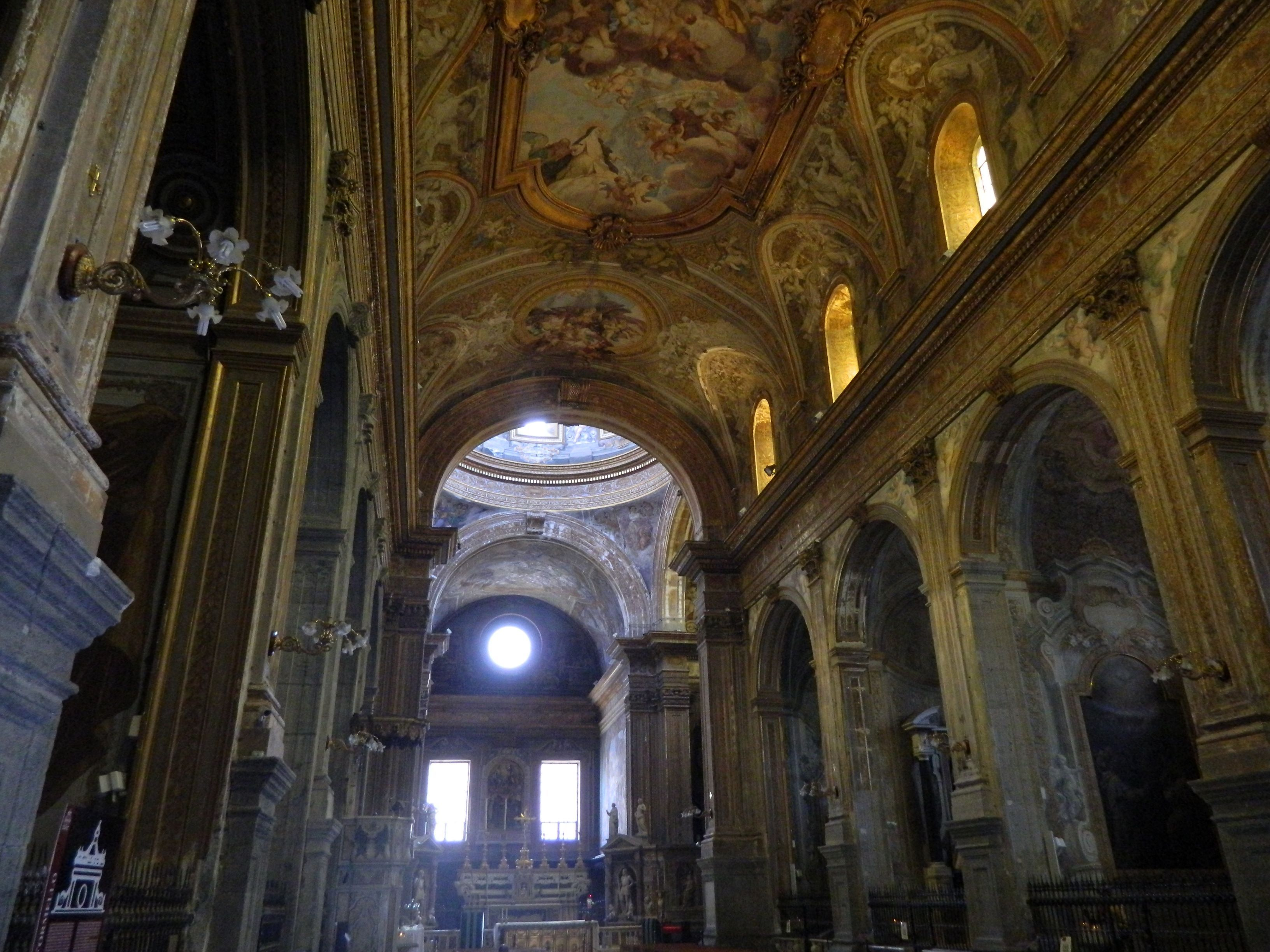
Détail de la nef

L'intérieur s'inscrit dans une croix latine avec une nef couverte de voûtes en berceau, sur laquelle donne les chapelles latérales (cinq de chaque côté); le chœur est carré avec une voûte en berceau.
L'église est surtout décorée de fresques du XVIIe et du XVIIIe siècle de Luigi Garzi, Paolo de Matteis, Santolo Cirillo, Guglielmo Borremans, Giacomo del Po et Giuseppe Simonelli; elle possède aussi des sculptures datées entre le XVIe et le XVIIIe siècle de la main d'Annibale Caccavello, de Pietro Benaglia, de Giovan Battista Colombo et de Matteo Bottiglieri. 

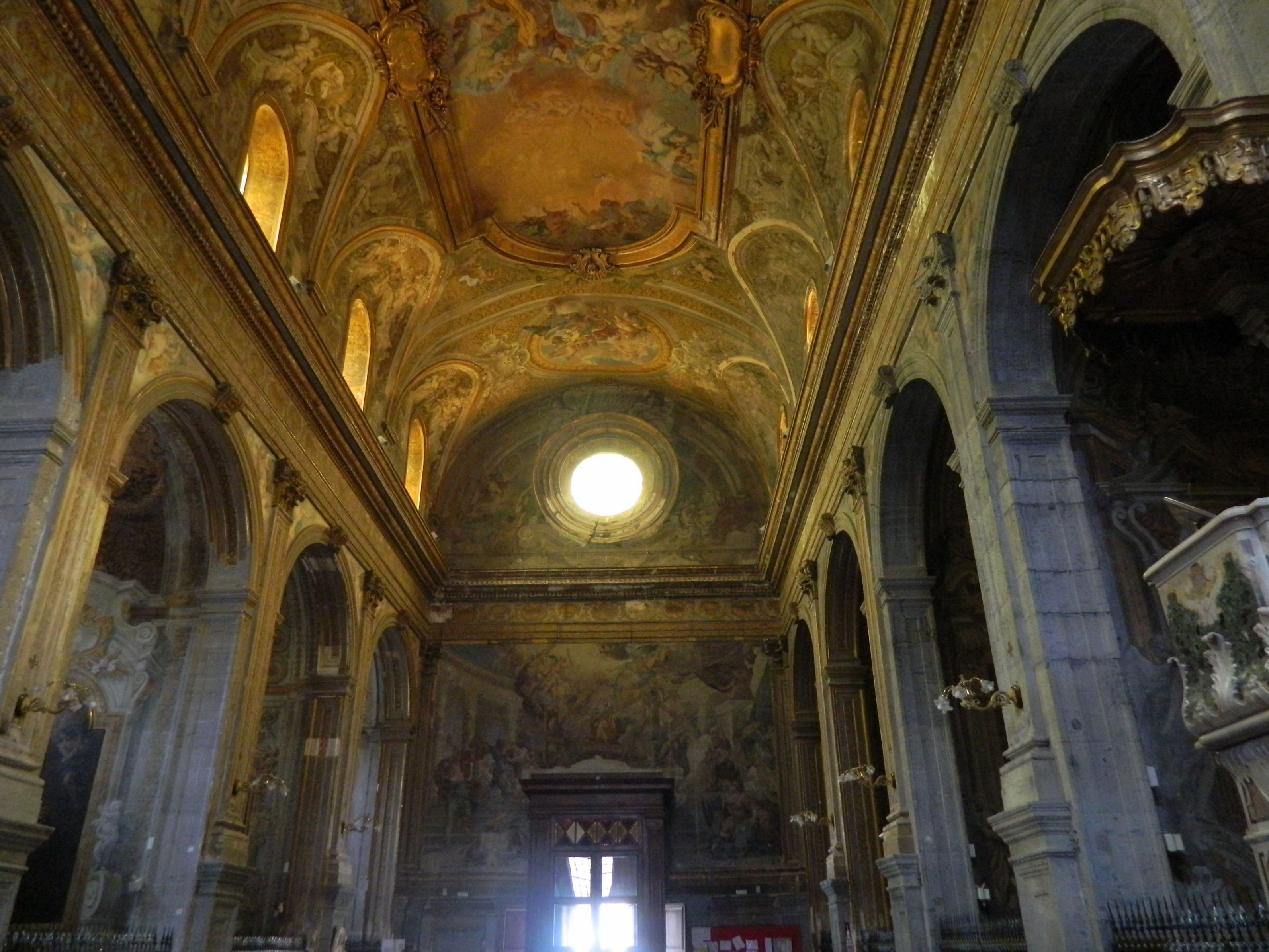
Contre-façade

La contre-façade montre une fresque du Martyre de Sainte Catherine et la voûte Les Noces mystiques de sainte Catherine, de la fin du XVIIe siècle par Garzi. La coupole élancée est remarquable avec ses lésènes d'ordre corinthien en piperno et son fond de couleur blanche; c'est la première du genre à Naples comme le rappelle le chanoine Celano (it) dans un guide Naples de 1724. En 1712, Paolo de Matteis décore la coupole de fresques; celle du milieu représente La Vierge, sainte Catherine et les patrons de Naples implorant la Trinité en faveur de la ville. 

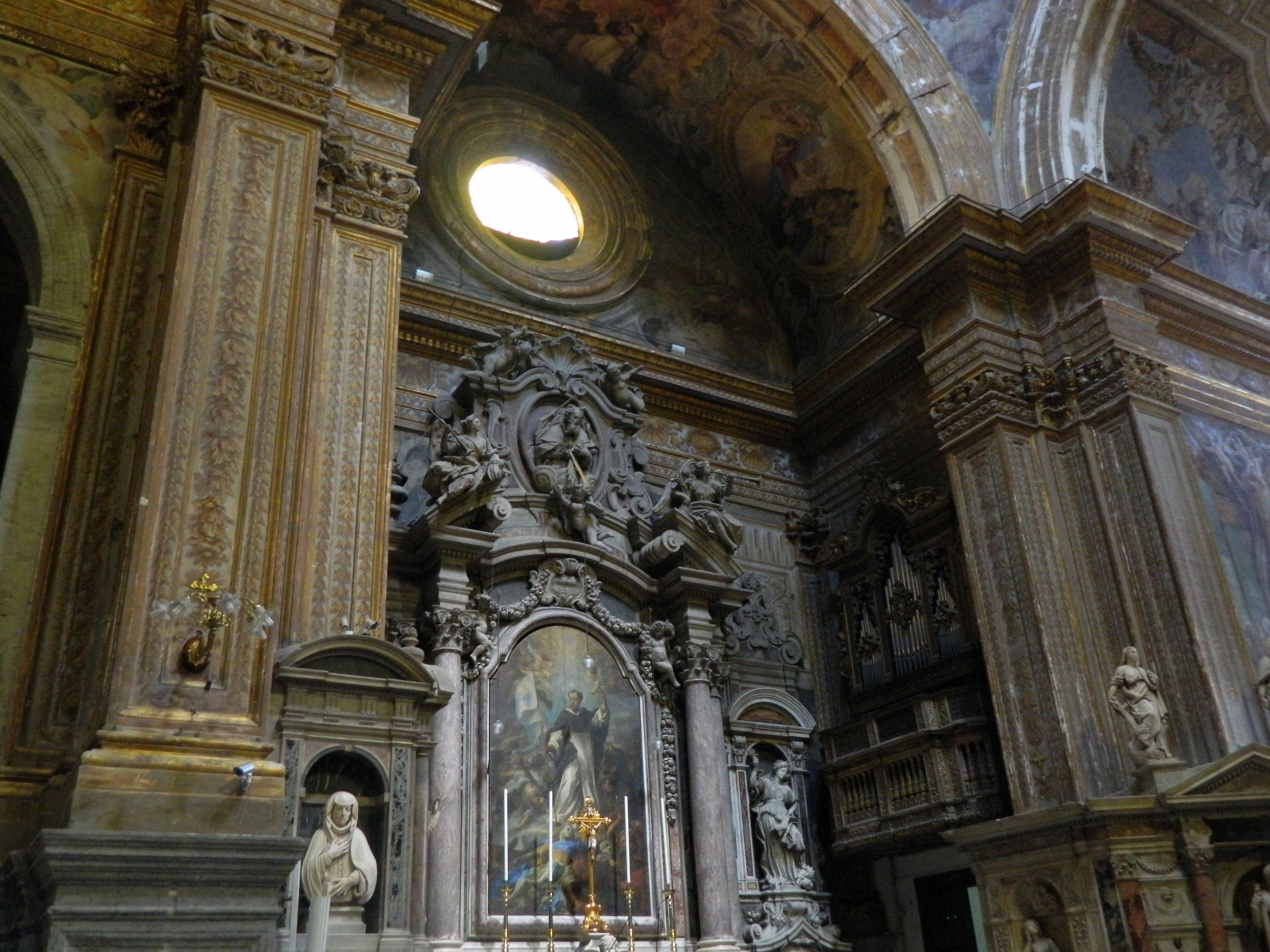
Autel de saint Dominique (transept gauche)

Le transept abrite un formidable appareil décoratif. La grande chapelle de gauche possède un majestueux autel consacré à saint Dominique qui fut réalisé par Lorenzo Fontana selon un dessin de Ferdinando Sanfelice entre 1715 et 1717, avec une toile de Giacomo del Po représentant Saint Dominique défait les Albigeois. La grande chapelle de droite montre une apothéose d'albâtre et de marbres donnant vie à Notre-Dame du Rosaire entre sainte Catherine de Sienne et saint Dominique (tableau attribué à Paolo Tenaglia), selon un projet de Carlo Schisano (1736). Ce fut pendant les travaux du nouvel autel que furent redécouvertes les urnes contenant les reliques des martyrs d'Otrante et qu'elles furent transférées sous l'autel de la seconde chapelle de gauche. Le groupe sculpté autour de Notre-Dame du Rosaire rappelle la victoire définitive des troupes chrétiennes à la bataille de Lépante. La tribune de gauche en bois donnant dans le transept gauche possède un orgue de  1718 construit par le napolitain Giuseppe de Martino .

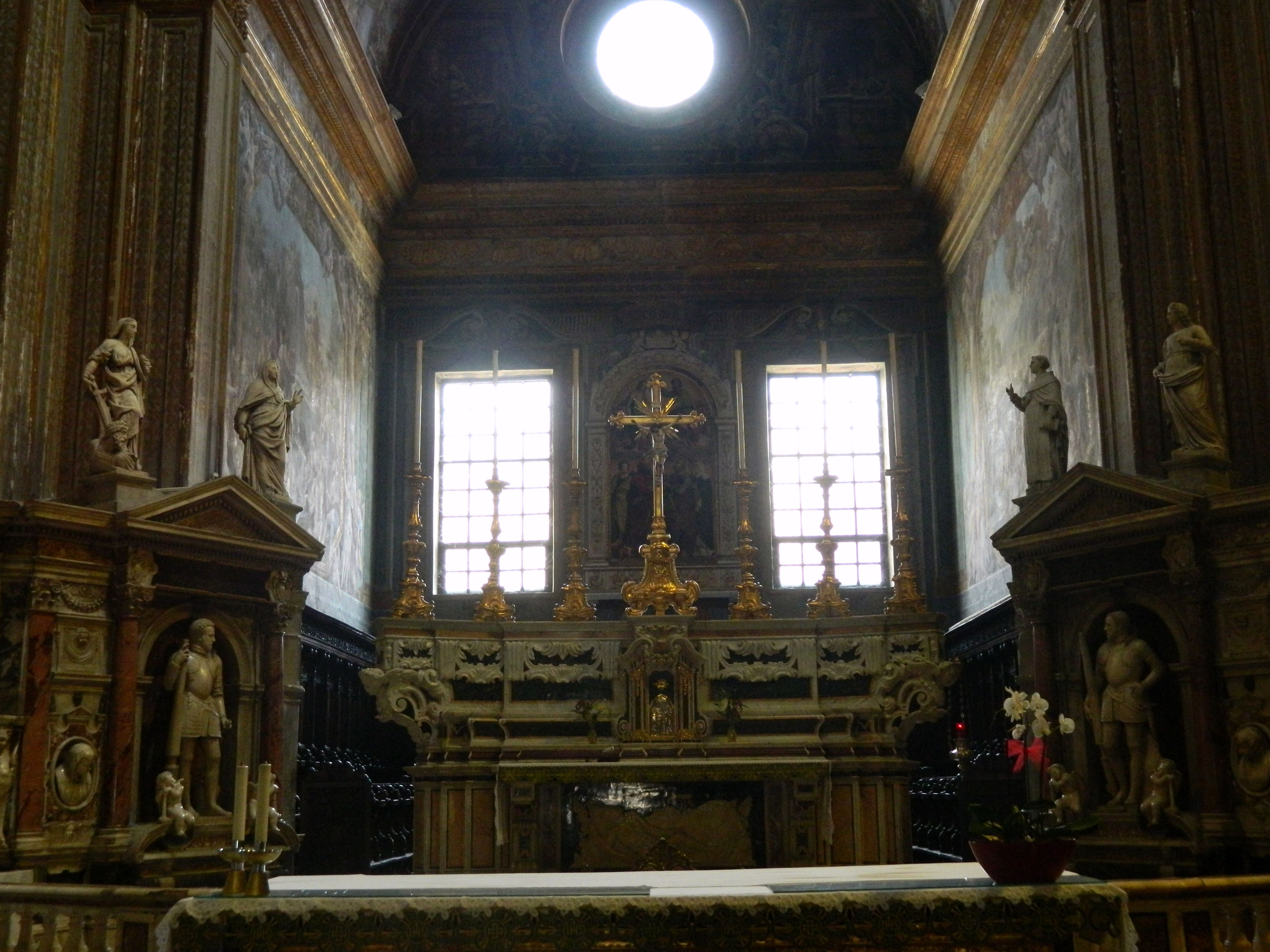
Le maître-autel

Le chœur est concédé à la famille Spinelli, princes de Cariati, qui la font décorer de marbres élégants. On y trouve six monuments funéraires du XVIe siècle et des stalles de bois de 1566 de la main de Benvenuto Tortelli, avec des fresques de Nicola Maria Rossi.

### Chapelles du côté gauche

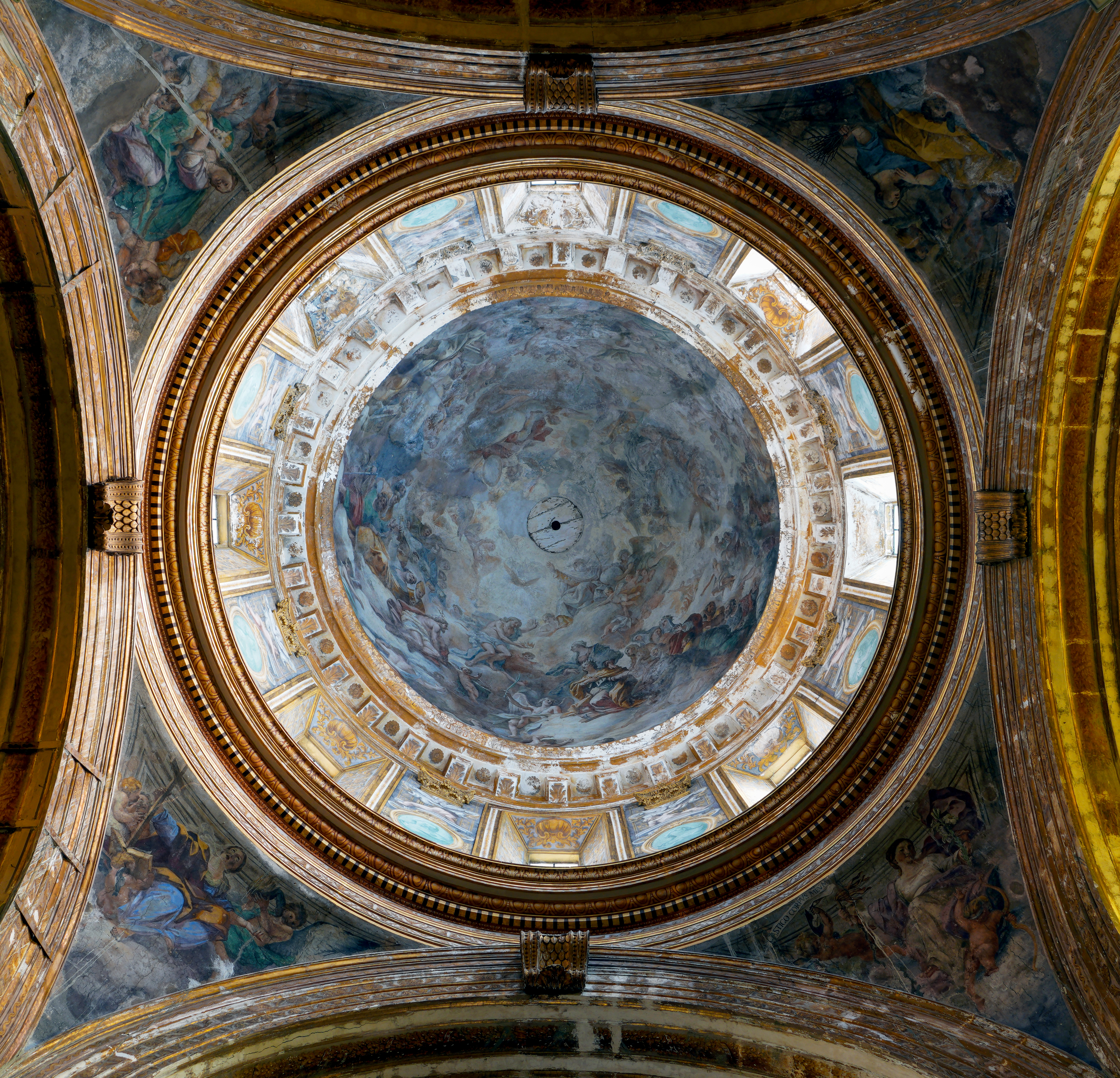
Coupole dessinée par Paolo de Matteis

Chapelle de la famille Tocco (ou chapelle des Saints-Innocents)
La fondation et l'attribution de cette chapelle à la famille Tocco, d'origine lombarde, est attestée par le blason sur le pavement et par la date gravée, de l'an 1554. Elle abrite des monuments funéraires de membres de cette famille patricienne napolitaine et un tableau de la seconde moitié du XVIe siècle Vierge à l'Enfant avec saint Jacques le Majeur et saint Jacques le Mineur, première œuvre documentée de Francesco Curia. La chapelle est dite « des Innocents », car on y avait conservé un panneau du XVe siècle de Matteo di Giovanni représentant Le Massacre des Innocents qui se trouve aujourd'hui au musée de Capodimonte.
Chapelle des Dominicains
Cette chapelle est liée au dominicain Vincenzo Maria Orsini, évêque de Bénévent en 1686, puis pape en 1724 sous le nom de Benoît XIII. Son lien avec les dominicains de ce couvent était assez fort, lorsqu'il était évêque, pour qu'un appartement lui soit entièrement réservé et uniquement destiné pour ses séjours à Naples. La chapelle est ornée de stucs baroques et d'un tableau de 1732 de Vincenzo Gamba représentant Le Pape Benoît XIII entre des saints dominicains. La chapelle conserve aussi des reliques de saint Vincent Martyr, de saint Éliodore Martyr et de saint Innocent Martyr.
Chapelle de la famille de Sylva
La pierre tombale datée de 1536 et placée sur le sol certifie l'attribution de la chapelle à la famille portugaise des Sylva. Leur descendant, en 1698, commande trois grandes peintures à Giuseppe Simonelli, ce sont La Prédication de saint Jacques, Saint Jacques en gloire et le martyre de saint Jacques, ainsi qu'un panneau central figurant Saint Jacques entre saint Jean et saint Pierre, de l'école de Silvestro Buono. 
Chapelle de la Visitation (ou des Martyrs d'Otrante)
La chapelle autrefois dédiée à la vie de la Sainte Vierge est désormais consacrée aux martyrs d'Otrante. Elle conserve d'ailleurs sous l'autel de marbres polychromes les deux cent quarante reliques ayant appartenu aux martyrs, décapités par les Turcs le 14 août 1480 pour ne pas avoir apostasié en faveur de la religion musulmane. C'est le roi Alphonse d'Aragon qui fit transférer leurs corps à Naples, d'abord en l'église de la Maddelena (devenue ensuite l'église Santa Maria dei Martiri), puis en 1574 en l'église Santa Caterina a Formiello. Les reliques furent d'abord installées sous l'autel de la chapelle du Rosaire (dans le transept droit), puis dans la chapelle des Dominicains en 1739. En 1901, les reliques des martyrs durent définitivement placées dans un sarcophage sous l'autel de la chapelle de la Visitation afin de les rendre plus visibles à la dévotion populaire. Leur reconnaissance canonique a été effectuée à nouveau en 2002 et en 2003. 
Chapelle Sainte-Catherine
La chapelle a toujours été consacrée à sainte Catherine. Elle a été entièrement décorée par Giacomo del Po, auteur des fresques et des peintures: La Madone et les anges, Sainte Catherine refusant de sacrifier aux idoles, La Sainte disputant avec les sages et La décollation de sainte Catherine. La chapelle rappelle des symboles dominicains (couleurs blanc et noir, chien couché sur un livre portant un rouleau dans la gueule) ou des symboles rappelant la vie de la sainte (épée, roue cassée, tête de mort couronnée).

### Chapelles du côté droit
Chapelle Saint-Hyacinthe

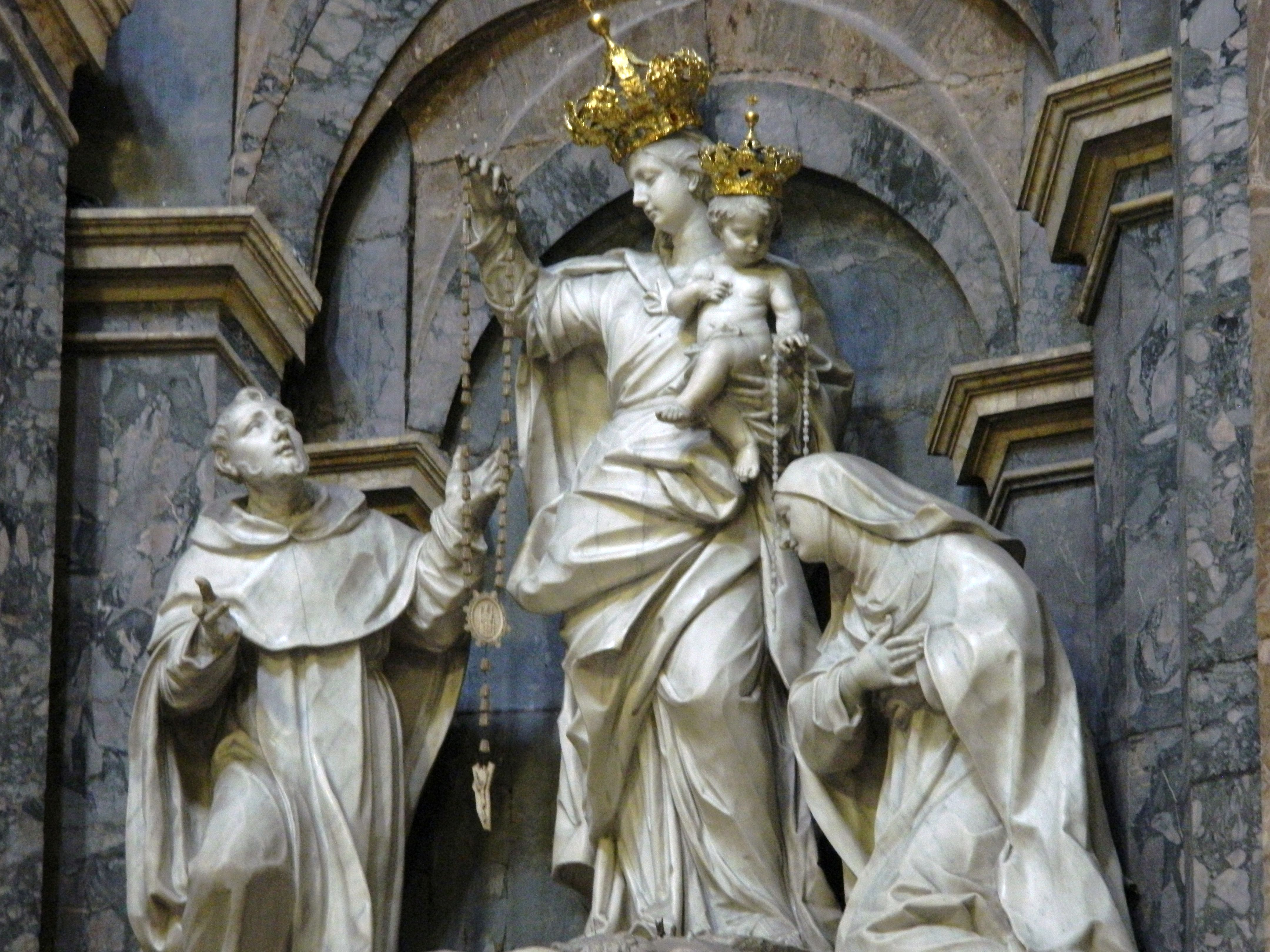
Groupe sculpté de Notre-Dame du Rosaire (détail du transept droit)

La chapelle est consacrée à saint Hyacinthe, dominicain polonais à cheval entre le XIIe siècle et le XIIIe siècle. Les parois murales présentent des tableaux signés d'Angelo Mozzillo (it) datant de 1797: Saint Hyacinthe en train de sauver la statue de la Vierge et l'ostensoir, Saint Hyacinthe montant au Ciel, Saint Hyacinthe exposant la Foi aux fidèles et une Vierge à l'Enfant avec saint Hyacinthe.
Chapelle de la famille de Castellis
La chapelle possède un pavement de majolique intéressant car il présente en son milieu le blason de la famille de Castellis (1576). La chapelle est dédiée à la vie de Jésus. Elle possède un tableau de Silvestro Buono représentant L'Adoration des Mages (1597), un panneau d'un peintre anonyme représentant Sainte Catherine de Sienne, deux peintures de Paolo de Matteis (1711) figurant La Fuite en Égypte et sur la voûte La Circoncision, tandis qu'une fresque, également de Matteis, figure Les Anges en gloire au paradis. 
Chapelle de la Pentecôte
La chapelle abrite des œuvres de Paolo de Matteis datant de 1712 environ. Ce sont un cycle décoratif sur la Trinité et les tableaux suivants La Descente du Saint-Esprit sur saint Philippe et La Descente du Saint-Esprit sur les dominicains. L'autel de la chapelle possède un panneau du XVIe siècle représentant La Pentecôte. 
Chapelle de la famille Acciapaccia (ou Tomacelli)
La chapelle possède un précieux pavement de majolique reprenant le blason de la famille Acciapaccia, un tableau d'une Vierge à l'Enfant de Wenzel Cobergher (1590 environ), divers monuments funèraires du début du XVIIe siècle, une pierre tombale dédiée à Luigi Acciapaccia (propriétaire de la chapelle de 1544 jusqu'au passage aux Tomacelli), sculptée par Annibale Caccavello en 1552.
Chapelle Saint-Vincent-Ferrier-et-Saint-Pie-V
La chapelle est au début la propriété de la famille Raviniano, dont les monuments funéraires se trouvent dans le  cloître, et elle est destinée au cours du XVIIIe siècle à exposer la geste de deux dominicains célèbres: saint Vincent Ferrier et saint Pie V (couronné pape en 1566). De Santolo Cirillo (élève de Francesco Solimena), l'on peut admirer les fresques qui décorent toute la chapelle et qui représentent des scènes avec les deux Saints et l'Adoration de la Croix.

## Cloîtres
En 1514, un grand cloître est documenté avec deux ordres d'arcs et de piliers dans le goût de Mormando (it) (avec de typiques chapiteaux ioniques) réalisé par Antonio Fiorentino della Cava ; au XIXe siècle, après l'expulsion des dominicains en 1809, le couvent et ses cloîtres (destinés à une caserne) furent gravement modifiés. Cette partie est aujourd'hui morcelée en de petits commerces et propriétés privés.

## Pharmacie
Le dominicain Giovanni Ippolito affirme dans son étude parue en 2006 qu'il existait à partir de 1611 une pharmacie au couvent. Elle a été gérée au début par un certain frère Donato d'Eremita, dont la renommée était grande dans tous les alentours. L'entrée à l'ancienne pharmacie se fait actuellement par une petite porte de bois à gauche de l'entrée du couvent.

## Confrérie du Très-Saint-Rosaire et crypte des consœurs
Sur le côté de l'église se trouve le siège de la Confrérie du Très Saint Rosaire (aujourd'hui du Très Saint Rosaire et de Sainte Catherine de Formiello), détaché à l'église Saint-Cyr de la via dei Tribunali.
On entre par le milieu à la crypte des Consœurs du Très saint Rosaire. Une plaque au milieu de la nef montre quatre femmes en prière avec un rosaire à la main. Les squelettes de deux femmes portant un rosaire à la main sont encore visibles à la crypte; l'un d'eux est au pied de l'autel qui est surmonté d'une fresque représentant Notre-Dame du Rosaire.

## Notes et références

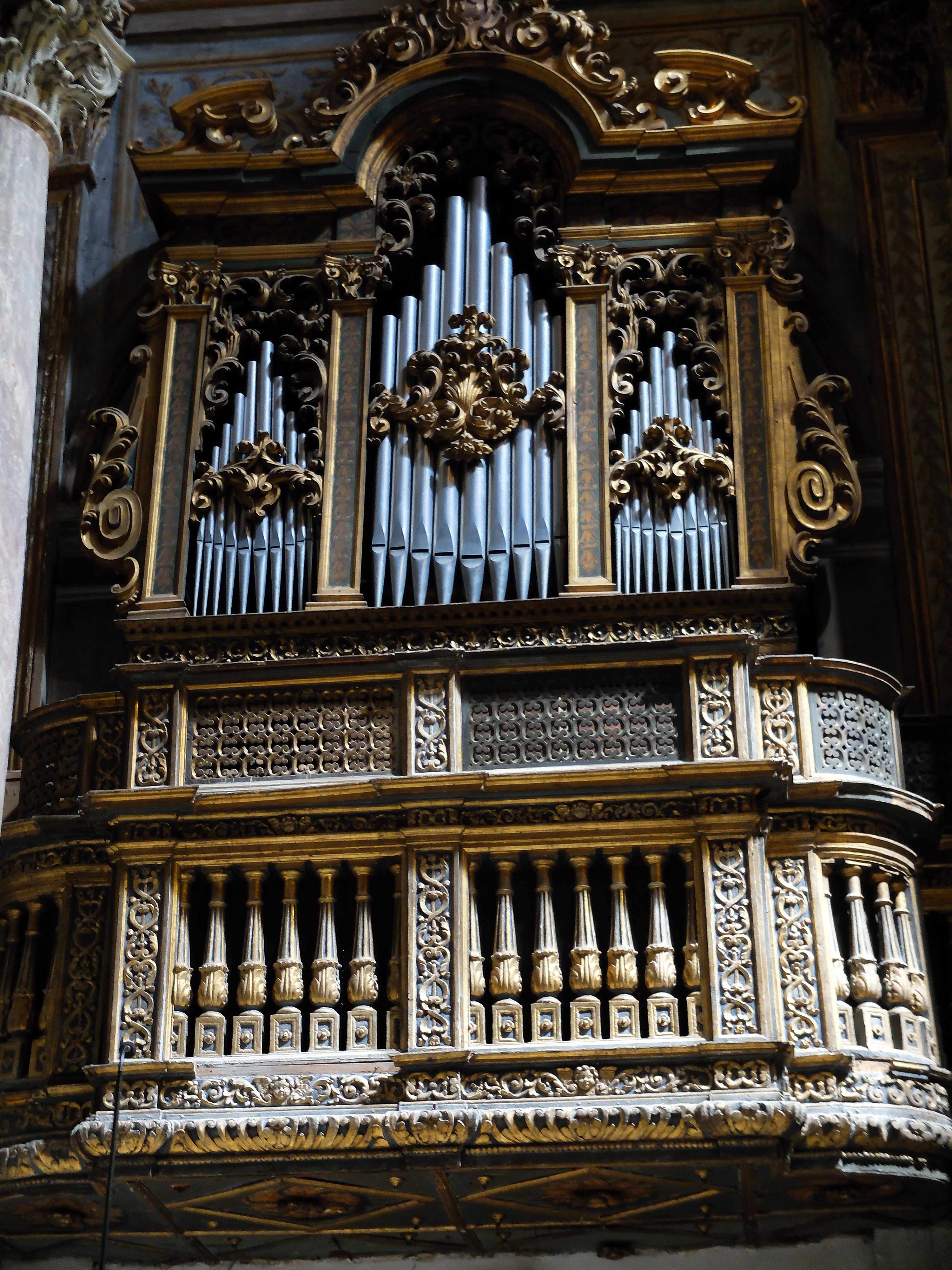
Orgue du XVIIIe siècle.

## Source
- (it) Cet article est partiellement ou en totalité issu de l’article de Wikipédia en italien intitulé « Chiesa di Santa Caterina a Formiello » (voir la liste des auteurs).